# Z̧olmābād-e Pā'īn
Z̧olmābād-e Pā'īn (persiska: ظلم آباد پائین, Z̧olmābād-e Soflá) är en ort i Iran.   Den ligger i provinsen Kermanshah, i den nordvästra delen av landet, 400 km väster om huvudstaden Teheran. Z̧olmābād-e Pā'īn ligger 1 309 meter över havet och antalet invånare är 215.
Terrängen runt Z̧olmābād-e Pā'īn är varierad. Runt Z̧olmābād-e Pā'īn är det ganska tätbefolkat, med 60 invånare per kvadratkilometer. Närmaste större samhälle är Barnāj, 3,1 km nordväst om Z̧olmābād-e Pā'īn. Trakten runt Z̧olmābād-e Pā'īn består till största delen av jordbruksmark.